# Château de Rognac (Aisne)
Pour les articles homonymes, voir Rognac (homonymie).
Le château de Rognac est un ancien manoir du XIIIe siècle, pris et incendié au milieu du XIVe siècle, qui se dresse sur la commune de Coulonges-Cohan dans le département de l'Aisne en région Hauts-de-France.
Le château fait l'objet d'une inscription partielle au titre des monuments historiques par arrêté du 5 juin 1928. Seul l'ancien four banal est inscrit.

## Situation
Le château de Rognac est situé dans le département français de l'Aisne sur la commune de Coulonges-Cohan.

## Historique
Le manoir, au milieu du XIVe siècle, lors de la révolte paysanne, est pris et incendié.

## Description

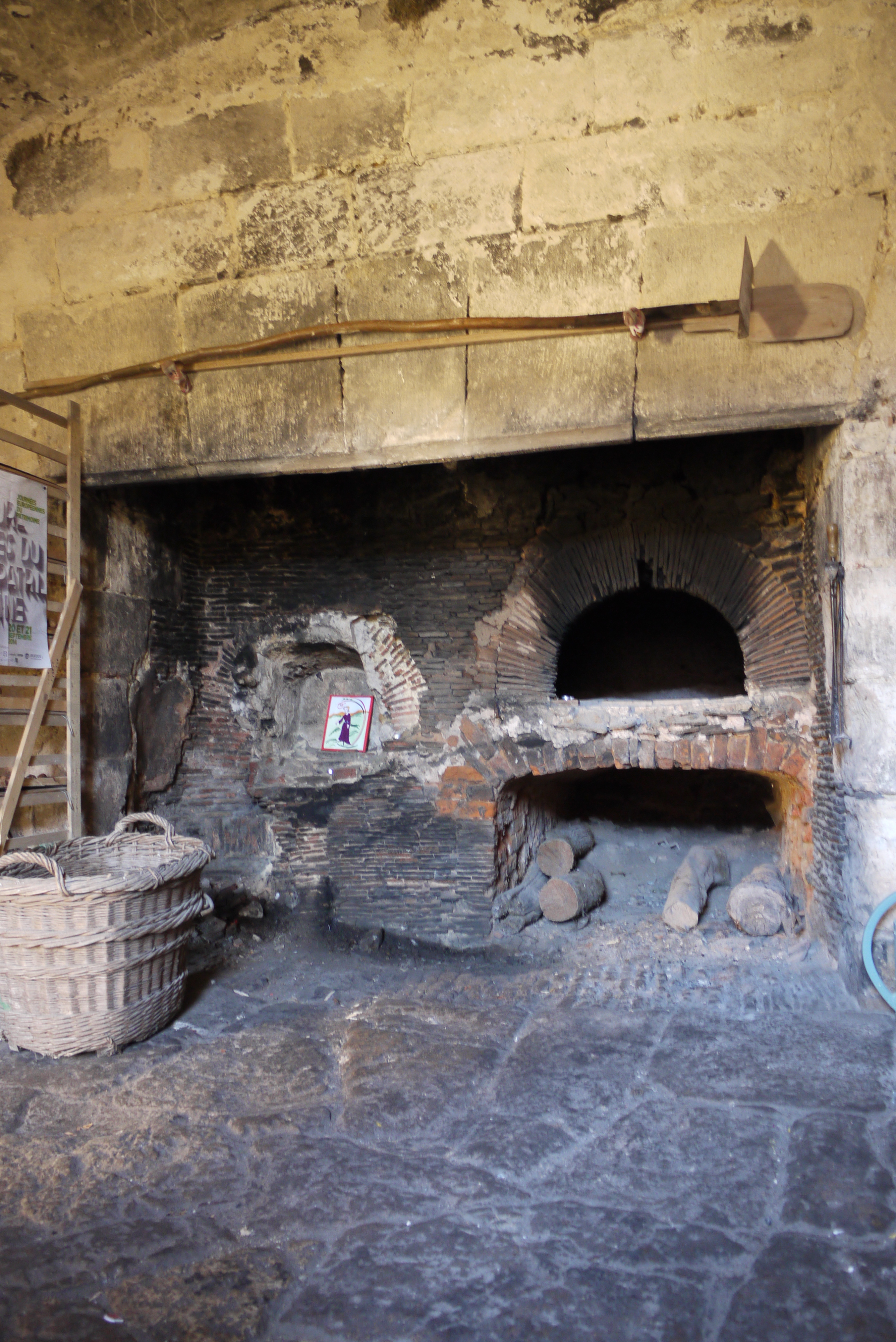
Le four banal.